# Thomas Edison’s Secret Lab
Thomas Edison’s Secret Lab ist eine amerikanische Zeichentrickserie aus den Jahren 2015 und 2016.

## Handlung
Thomas Edison hatte viele Jahre lang ein Labor eingerichtet und es mit einem Code versteckt, aber als es dem Wunderkind Angie gelingt, den Code zu entschlüsseln, entdecken sie und ihre Freunde JD, Nicky und Kent das geheime Labor, begleitet von Edisons Hologramm und von Bolts Prototyp-Roboter. Gemeinsam entdecken sie spielerisch die Welt der Erfindungen und Wissenschaft.

## Produktion und Veröffentlichung
Die Serie wurde von Genius Brands International produziert. Die Musik komponierte Claude Foisy und für den Schnitt war Ciaran O’Toole verantwortlich.
Die 52 Folgen wurden erstmals am 7. September 2015 in den Vereinigten Staaten von PBS Kids ausgestrahlt. Es folgte eine Veröffentlichung in Großbritannien und eine Wiederholung in den USA bei Qubo.

## Synchronisation
| Rolle         | englische Stimmen  |
| ------------- | ------------------ |
| Thomas Edison | Livingston Taylor  |
| Angie         | Phillipa Alexander |
| Kent          | Shash Hira         |
| Von Bolt      | Dan Russell        |
| Nicky         | Becca Stewart      |
| JD            | Adam Long          |